# Die F-Flagge
Die F-Flagge war eine von 1925 bis 1937 erscheinende deutsche militärische Fachzeitschrift. Sie war Fachblatt für die Angehörigen der Nachrichtentruppe und Truppennachrichtenverbände des Heeres und der Luftwaffe sowie Zeitschrift und Nachrichtenblatt des Waffenringes der Deutschen Nachrichtentruppe. Sie erschien bei Belser in Stuttgart.
In den Jahren 1934 bis 1937 enthielt sie als Beilage Vereinsnachrichten und Nachrichtenblätter des „Waffenrings der Deutschen Nachrichtentruppe“.

## Nachfolger
Nachfolger der Zeitschrift waren (bzw. gelten als solche):
- 1938–1944: Deutsche Nachrichtentruppen (die F-Flagge) 1
- 1960–1972: Fernmelde-Impulse 2
- seit 1973: F-Flagge 3